# تسلینگن
تسلینگن (به آلمانی: Zellingen) یک منطقهٔ مسکونی در آلمان است که در ماین-اشپسارت واقع شده‌است.